# ده نو (أخند)
ده نو (بالفارسية: دهنو) هي قرية تقع في إيران في قسم أخند الريفي. يقدر عدد سكانها بـ 1930 نسمة بحسب إحصاء 2016.